# Massacre de Rengat
Le massacre de Rengat (en indonésien : Pembantaian Rengat) est commis par l'armée royale des Indes orientales néerlandaises à Rengat, dans la province de Riau, sur l'île de Sumatra le 5 janvier 1949, au cours de la guerre d'indépendance indonésienne. Après avoir capturé la ville, les parachutistes du Corps des troupes spéciales dirigé par le lieutenant Rudy de Mey pillent, violent les combattants présumés, les responsables et les civils et commettent des exécutions sommaires,. Des corps sont emportés par la rivière Indragiri.
Les estimations du bilan des victimes du massacre de Rengat varient considérablement selon les sources. Les habitants de Riouw et Onderhoorigheden affirment que 400 personnes ont été abattues. Le procureur de Riouw évalue de son côté le bilan à 120 morts, mais réduit ensuite encore le nombre de victimes à « environ 80 » dans sa conclusion. Ce chiffre apparaît régulièrement dans les déclarations officielles néerlandaises depuis au moins 1969. Des sources indonésiennes, y compris le mémorial local, estiment le nombre de morts entre 1 500 et 2 000,,. D'autres sources affirment que jusqu'à 2 600 personnes ont été blessées ou tuées, dont le père du poète Chairil Anwar.